# Semenovia heterodonta
Semenovia heterodonta är en flockblommig växtart som först beskrevs av Jevgenij Korovin, och fick sitt nu gällande namn av Ida P. Mandenova. Semenovia heterodonta ingår i släktet Semenovia och familjen flockblommiga växter. Inga underarter finns listade i Catalogue of Life.